# Ceny české filmové kritiky 2023

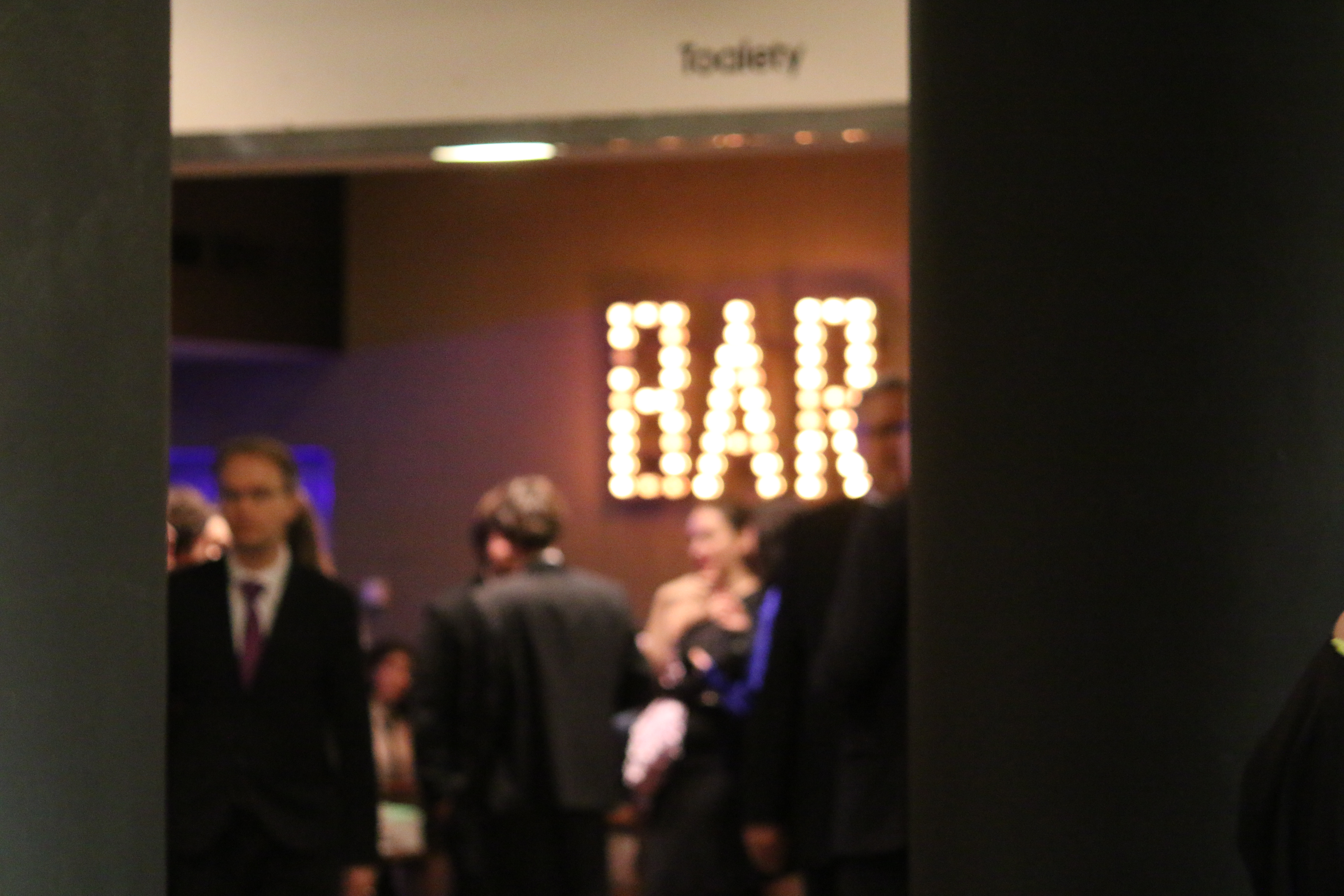
Ilustrační foto

Ceny české filmové kritiky 2023 je čtrnáctý ročník Cen české filmové kritiky. Slavnostní ceremoniál vyhlášení cen se uskutečnil v sobotu 3. února 2024 v pražském Divadle Archa a moderoval jej Petr Marek. Přímý přenos odvysílala stanice ČT Art. Držitelem nejvíce cen se stala hororově laděná komedie Přišla v noci, která získala cenu za nejlepší film, režii a nejlepší herečku, jíž ztvárnila Simona Peková.
Hlavními podporovateli byl Státní fond kinematografie, Innogy a Ministerstvo kultury. Hlavním mediálním partnerem byla Česká televize. Partnery byla Champagneria, Divadlo Archa a společnost Mawshe.

## Vítězové a nominovaní
Vítěz je uveden jako první a tučným písmem.

### Nejlepší film
- Přišla v noci
- Tonda, Slávka a kouzelné světlo
- Úsvit

### Nejlepší dokument
- Světloplachost
- Návštěvníci
- Velké nic

### Nejlepší režie
- Jan Vejnar a Tomáš Pavlíček – Přišla v noci
- Filip Pošivač – Tonda, Slávka a kouzelné světlo
- Matěj Chlupáček – Úsvit

### Nejlepší scénář
- Alice Nellis – Němá tajemství
- Tomáš Pavlíček a Jan Vejnar – Přišla v noci
- Miro Šifra – Úsvit

### Nejlepší herečka
- Simona Peková – Přišla v noci
- Regina Rázlová – Tancuj Matyldo
- Eliška Křenková – Úsvit

### Nejlepší herec
- Karel Roden – Tancuj Matyldo
- David Prachař – Citlivý člověk
- Jiří Rendl – Přišla v noci

### Audiovizuální počin
- Tonda, Slávka a kouzelné světlo – (výtvarné řešení) Filip Pošivač
- Bod obnovy – (scénografie) Ondřej Lipenský
- Bod obnovy – (vizuální efekty) Michal Křeček

### Cena innogy pro objev roku
- Filip Pošivač – Tonda, Slávka a kouzelné světlo
- Albert Hospodářský – Brutální vedro
- Denis Šafařík – O malých věcech

### Mimo kino
- #annaismissing
- Dobré ráno, Brno!
- Volha

### Nejlepší krátký film
- Electra – Daria Kashcheeva
- Deniska umřela – Philippe Kastner
- Přes střepy – Natálie Durchánková